# 香港警察輪艇

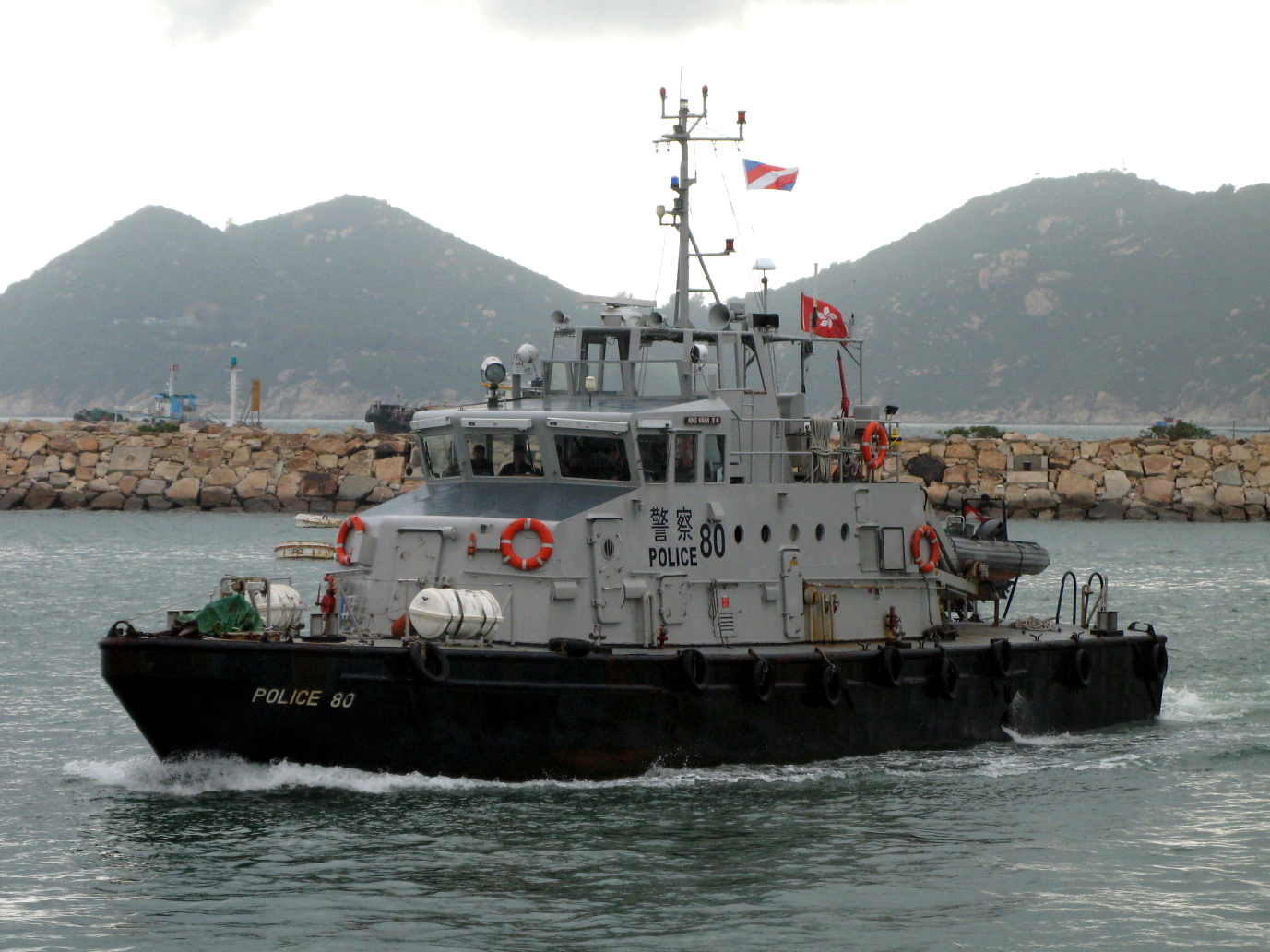
警輪80。

香港警察輪艇為隸屬於香港警務處的官方海上交通工具，至2014年12月，水警總區共有119艘警輪（Police Launch）及警艇（Police Vessel），包括：
- 警察躉船：4艘
- 物流躉船：2艘
- 訓練警輪：1艘
- 分區巡邏警輪：12艘
- 中型巡邏警輪：17艘
- 近岸巡邏警輪：23艘
- 分區快速巡邏艇：12艘
- 快速追截小艇：8艘
- 高速攔截艇：5艘
- 小艇及附屬艇：35艘

此外，亦有數十艘不包括在編制內，經由充公途徑得來、僅用作訓練用途的馬達快艇（大飛）。本條目僅列出水警總區編制（包括小艇分區）內之警察輪艇，未包括反恐特勤隊及特別任務連兩個水警總區外擁有船艇的警察單位的編制內之快艇。
視乎船隻的建造物料及海事處處長的狀況評估，香港政府船隻的使用年期一般介乎8年至20年。鋁身船隻的使用年期預計為15年，鋼身船隻的使用年期預計為20年。警察輪艇更換程序包括，水警總區向海事處處長徵詢建議，獲同意後：擬備顧問文件、甄選顧問、擬備招標文件、招標、評審及批核標書、批出合約、設計及建造船隻、驗收及交付船隻，最後訓練人員使用船隻及安排船隻投入服務。因此，水警總區通常提早數年為有需要更換的船隻向立法會保安事務委員會提交建議。

## 中文命名
香港警察輪艇最初並無中文名稱，直至1980年代中期，先後共15艘新達汶型警輪下水，警務處遂邀請香港大學中文系陳耀南提名，陳耀南以15種中國傳統美德為新警輪命名，分別為禮、義、廉、孝、悌、忠、信、德、智、體、群、美、仁、勇及勤，從此，警輪有了警禮、警義及警廉等中文名稱。

## 歷史
成立初年，水警主要採用划艇方式推動旗下幾艘木製帆船。1846年，香港政府購置一艘三桅帆船予水警用作巡邏港口；兩年後，該艘帆船在一場颱風中擱淺及沉沒，船上17名人員全數殉職。
歷時半個世紀之久，香港海港一直由水警在划艇上執行水上巡邏。1893年，差役訂購了首批蒸汽機舢舨，為效率上一大改進。
1922年海員大罷工發生後，水警改革，先以蒸氣發動船隻取代划艇，後來再以汽油取代煤料，逐漸，水警船隊發展成為一個強而有力的海事保安組織。
1952年，水警開始使用雷達，為當時最先進，以及世界上最先採用雷達系統的船隊之一，當時船隊包括比較大型的木製、長70呎警輪，相繼投入服務。
1972年，水警總區引進現代化、長78呎的達汶型警輪（50至56），鋼鐵船身，各安裝有兩副油渣機車，時速達20海浬，每艘載員12名，由新加坡製造。
2005年年中，水警總區逐步推行海上警視系統，運用尖端的航海科技，包括佈下俗稱為天眼的天羅地網（海陸雷達裝置、全天候熱能探測器及數碼視像儀器等），同時配合一支船身比較小型、航海速度比較高及操作性能比較靈活的警輪隊伍，務求在更為符合經濟效益的原則下，加強海上保安能力。在此計劃之下，所有新型警輪皆配備了日夜攝像系統、差位全球定位系統、測深器、雷達、電子海圖及繯星羅盤等先進儀器，並且採用嶄新的水力噴射推進系統等，以提升水警總區堵截水上非法活動的能力及處理緊急事故的效率。引進此系統共耗資4億4,500萬港元，包括中央指揮系統、兩艘躉船行動平台、17艘中型巡邏警輪及23艘分區快速巡邏艇。中央指揮系統於2009年12月落成，整套海上警視系統於2010年年底全面地實行。
2012年，水警總區為水師配置連接啓動雷達系統的新光電感應器，以提升輪艇的夜視水平。
2014年5月13日，水警總區向立法會保安事務委員會提交文件指出需要更換3種合共18艘警輪，包括水警總區訓練船、6艘分區巡邏警輪及11艘海濤型警輪，作價6億5,841萬港元，為2010年代最大規模的一次船隊更新。同年7月11日，水警總區向立法會財務委員會申請撥款。
2020年4月，水警總區擁有一支超過110艘船的船隊，並正進行「船隊更換計劃」，按照此項計劃，未來數年將會有合共124艘不同類型的新警輪和支援小艇陸續付運。「船隊更換計劃」是總區有史以來最大規模的船隊汰換計劃，新船隊將會配備嶄新的科技，讓警隊擁有切合行動需要的先進船隻。2019年12月5日，水警總區接收了第一艘新型高速快艇、名為「多重任務截擊艇」（Multi-Mission Interceptor），是計劃中首先抵埗的船隻。

## 行動平台

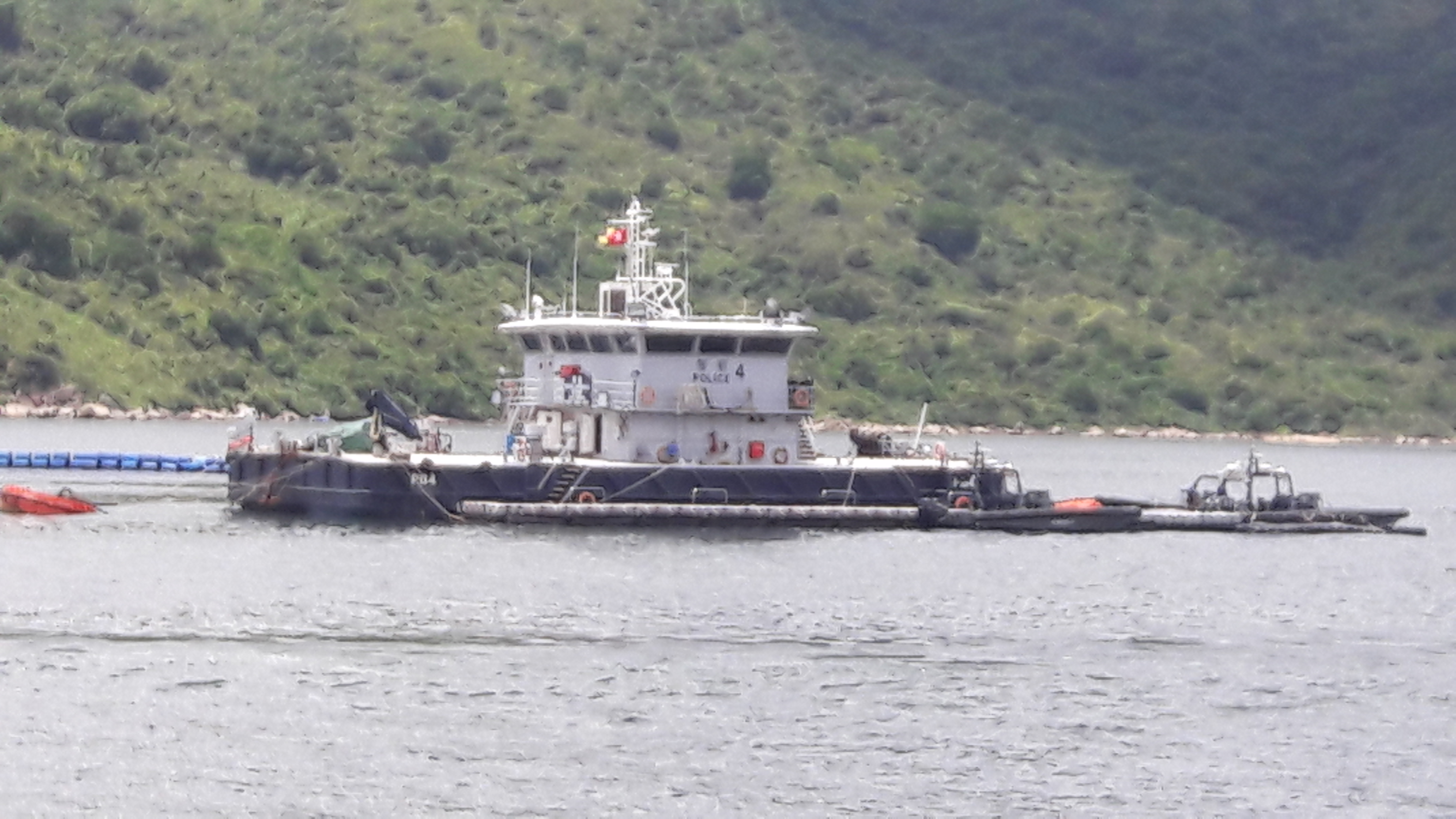
警輪4號。躉船，停泊在赤門海峽

警察躉船（英文：Police Barge）行動平台於2002年起啟用，由廣州製造，主要作用為行動基地及偵測平台。躉船重達227噸，船身長30米，闊13米，高15米，吃水量為0.8米。躉船設施包括臨時拘留室、接見室、急救室和直升機吊運平台等等。內裡配備有先進的雷達、夜間偵察儀器、全球定位儀器及電子羅盤等等。於2008年至2011年期間，再另外引進了兩艘警察行動平台。兩艘合共附設14艘小型支援艇的警察躉船行動平台停泊在吐露港，一艘停泊在赤門海峽響螺角作為海上檢查站及反走私浮動屏障，餘下一艘配備快速追截小艇隊的警察躉船行動平台則停泊在西貢區以南的糧船灣範圍。
在沙頭角海的偷渡及走私勾當情況持續，水警總區於2010年年底在有關海域設立反走私浮動屏障後，情況有所改善，然而基於駐守的近岸巡邏艇無足夠海域空間及設施用以管制、檢查及處理不合作之船艇，人員以赤門及馬料水為行動基地，於事故發生後才調配船艇前往亦造成延誤，未能夠根治性堵截。加上反走私浮動屏障缺乏洗手間、休息地方及抵擋惡劣天氣的遮蔽處，工作環境並不理想，嚴重限制行動效率。有鑑於此，並且減少對後備近岸巡邏艇的依賴，水警總區曾經考慮一艘警輪或者警察躉船行動平台至該處，惟12艘現役具備足夠空間、設備及儀器的警輪均已經被調遣至深水海域執行任務，與現役4艘警察躉船均基於需要而無法被抽調，後者更為經過特定設計，僅繫泊於水深海域，不適合於淺水及封閉的沙頭角海運作。為了提升執法效率，水警總區於2014年12月提出添置一艘針對在淺水活動的警察躉船行動平台，涉及預算開支3,576萬2千港元，預計於2018年4月驗收及交付，於同年5月完成培訓人員及投入服務。此艘警察躉船身長30米，闊13米，離水面2米高，具備基本推進系統，能夠自行移動；配備具備目標跟蹤功能的雷達、夜間偵察儀器、態勢知感系統、符合舉證標準的熱能探測儀器、全球定位系統及電子羅盤等等，能夠實時向位於岸上的指揮及控制中心傳送資訊、現場錄像及數據；並且配備一支小型支援艇隊，預計率先於2016年1月驗收及交付。

### 小型支援艇
小型支援艇為警察躉船行動平台的附屬艇，一支小型支援艇隊包括兩艘小型鋁質柴油噴射艇、兩艘充氣式小艇（海騎式小艇：船身長5.4米，載員兩名，合共可以運載10名。）及淺水救援艇。

## 訓練船及指揮平台

### 現役

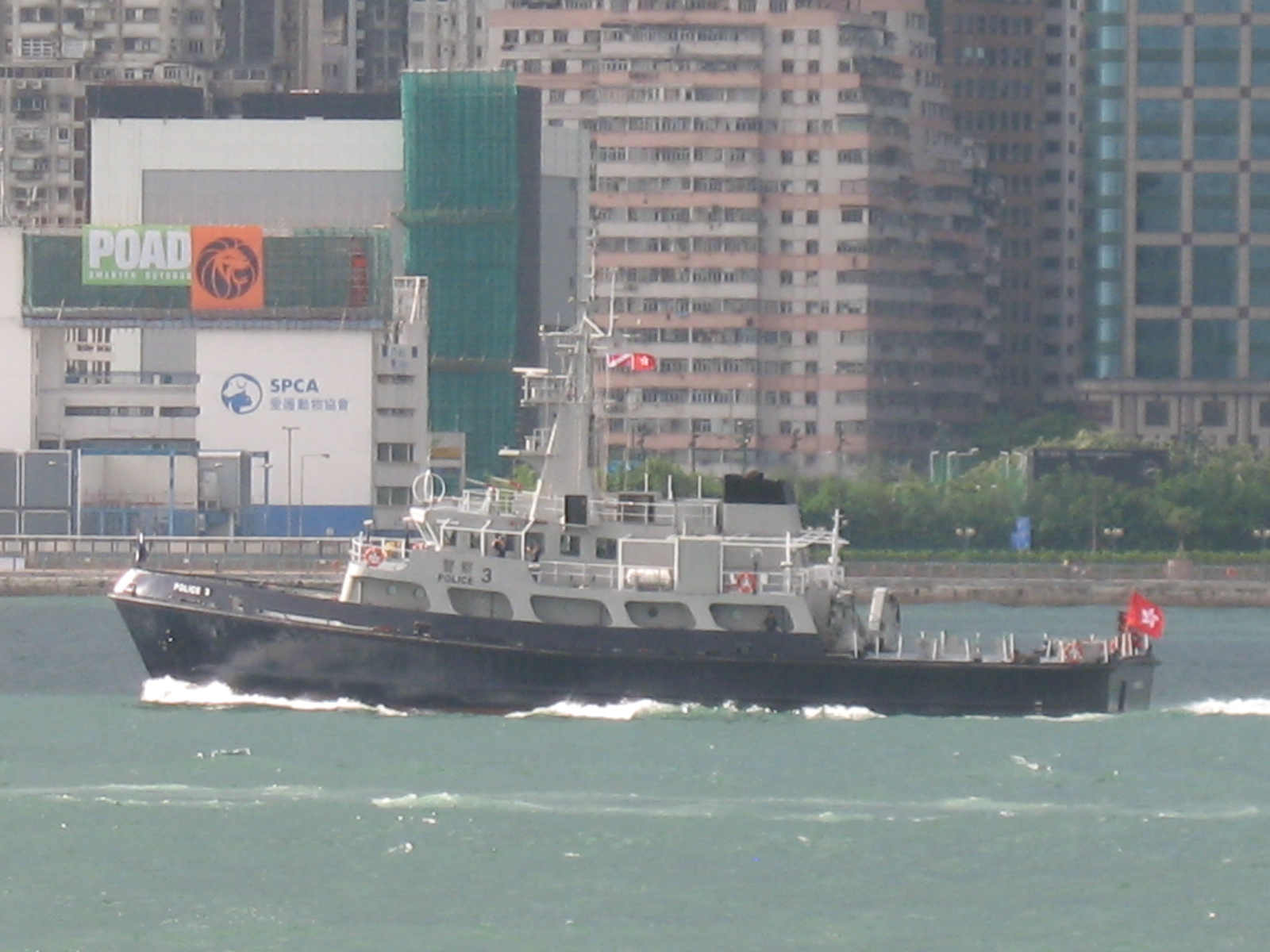
水警總區訓練船──警輪3號。

水警總區訓練船──警輪3號，船長40米，最高時速達14海里，載員34名，合共可以運載100名，為現役排水量最大的警輪，鋼製，於1980年代末期投入服務，被設計為一艘具備分區指揮功能的離岸海上搜救船隻，惟由於需要執行離岸搜索及拯救任務需要利用船倉大部份空間以容納搜索及拯救人員及裝備，因此警輪3充當重大事故指揮平台的能力有所局限，其分區指揮職能於2002年由ASI分區巡邏警輪執行。自此以後，警輪3號主要用作訓練用途。

### 未來
流動應變及指揮平台雙體船，船長40米，以航海級鋁合金製，最高時速達25海里，為於大型海上事故，包括嚴重罪行、恐怖襲擊威脅及災難支援等情況之下作為指揮平台，此外，能夠提升水警總區在淺水水域長時間採取行動及在偏遠水域運用小艇執行任務的水平。當無需要執行指揮任務或者支援前線行動時，流動應變平台則為訓練船的角色。流動應變及指揮平台配備熱能顯像、雷達、導航設備及通訊裝置等，現場的視像片段和數據記錄均能夠即時傳送至岸上的警察處所，供予水警總區總部指揮官所使用；而駕駛台、特設的指揮及控制室及容易受到襲擊的地方均設置防彈裝置。此外，流動應變及指揮平台配備多種小型支援船，能夠在淺水水域及海灘／前灘範圍處理事故的能力。流動應變及指揮平台於投入服務後，將會取締警輪3號。

## 港口巡邏警輪
港口巡邏警輪（英文：Harbour Patrol Launch）用作巡邏港口分區，船長16米，載員6名，已經退役。

## 中型巡邏警輪
中型巡邏警輪（英文：Medium Patrol Launch）船長19米、闊5米、吃水1米；由三台Caterpillar C32柴油引擎(每部1800匹馬力)搭載噴射系統推動，最高時速高達45海里，能夠於離岸比較遠的水域、淺水以至狹窄的河道中航行，並且具有高速迴轉能力。由臺灣龍德造船工業股份有限公司製造，於2008年起陸續引進共17艘，用以取代自1980年代初服役至今的達文三型警輪。

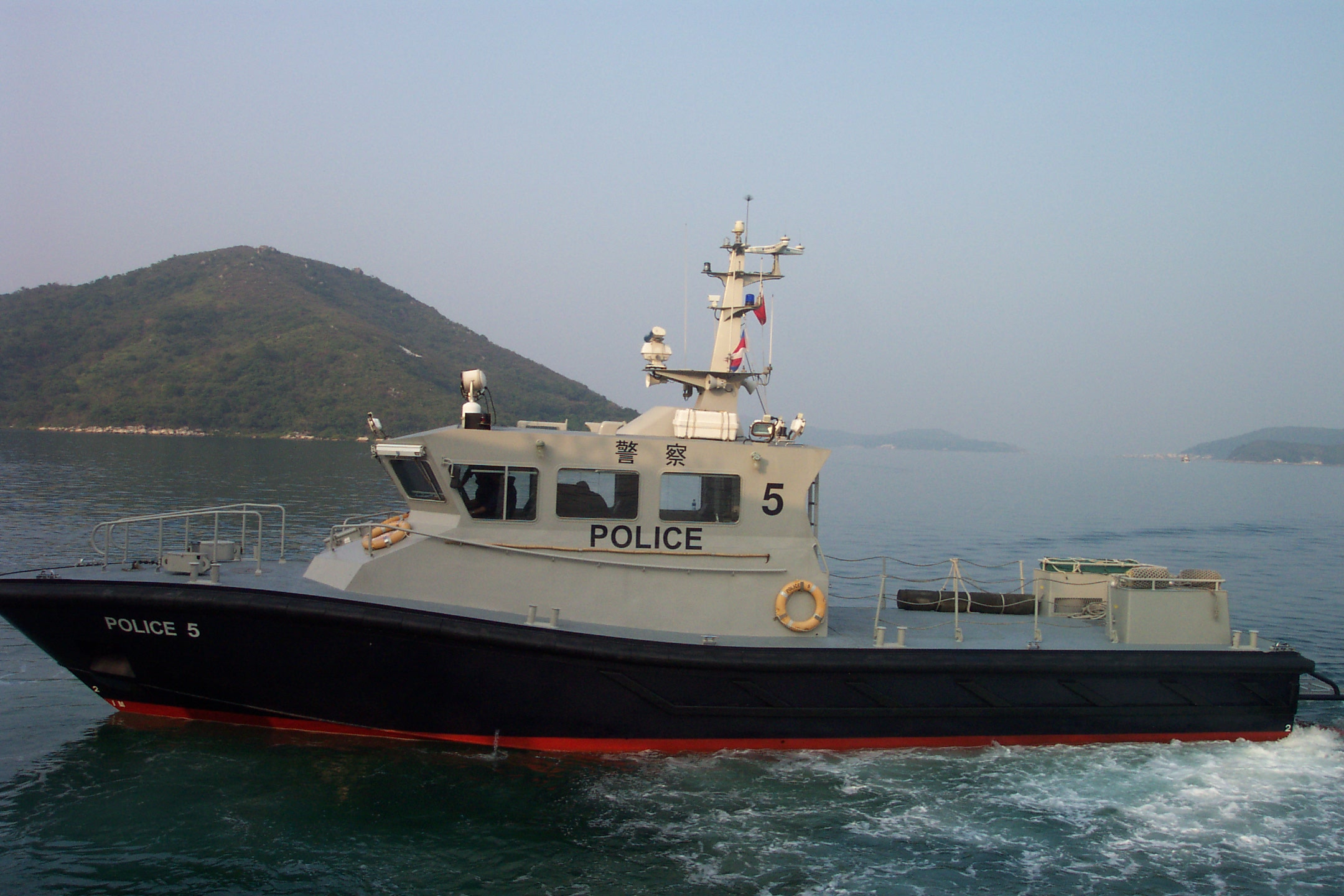
警輪5號
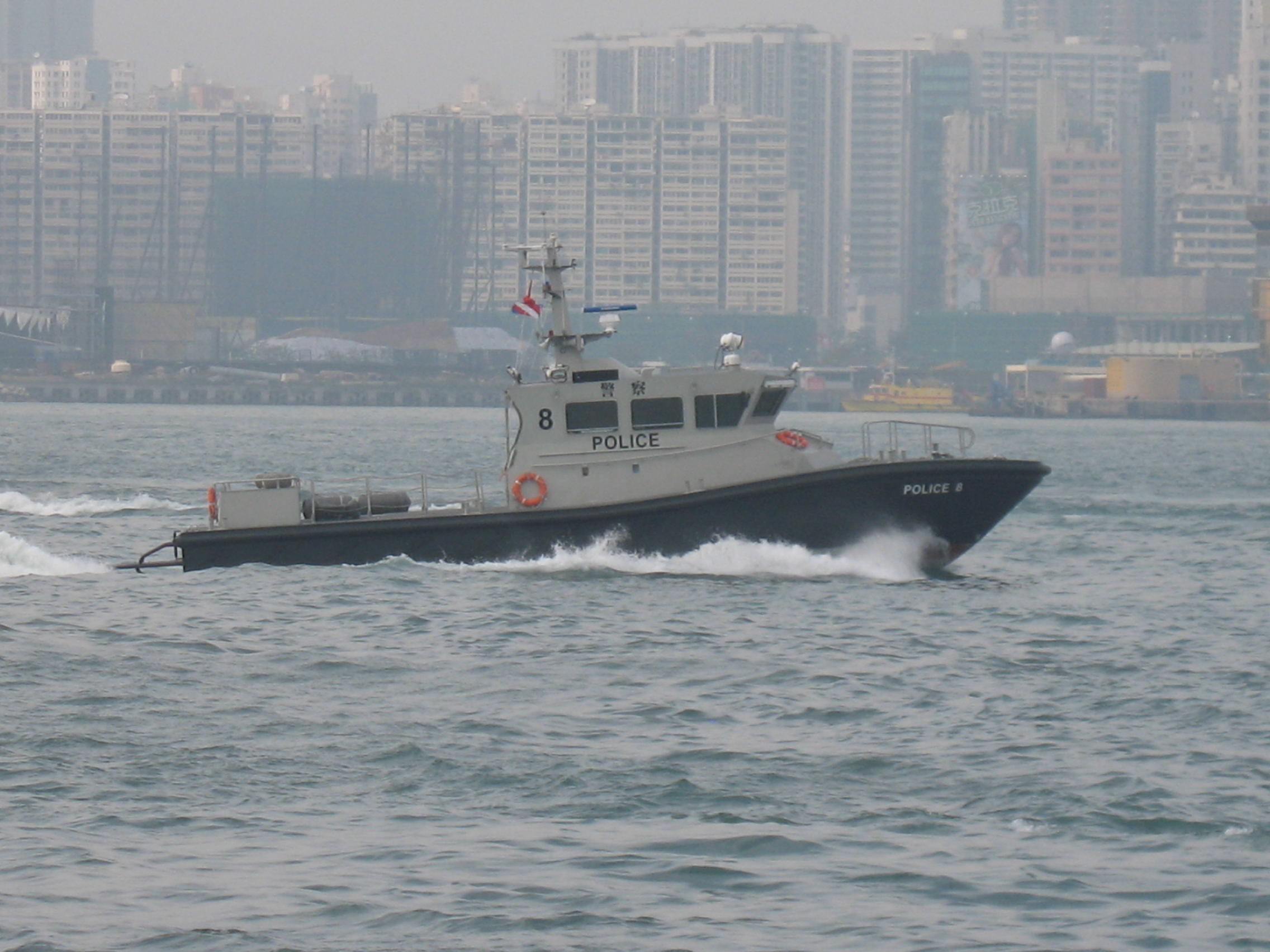
警輪8號
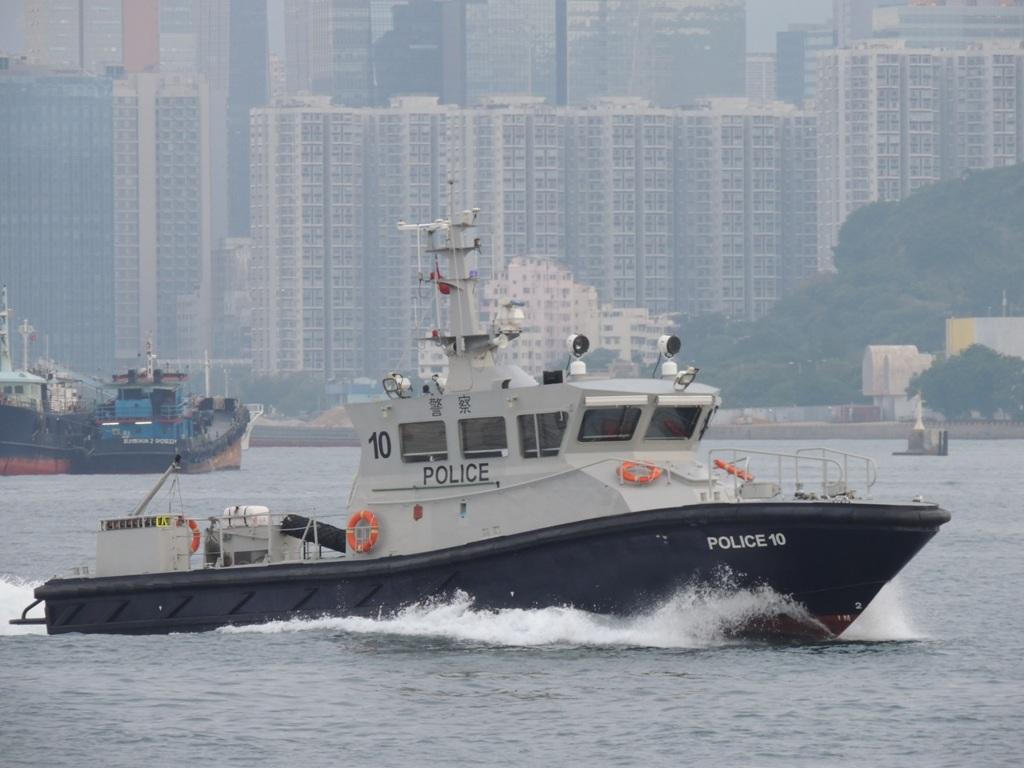
警輪10號
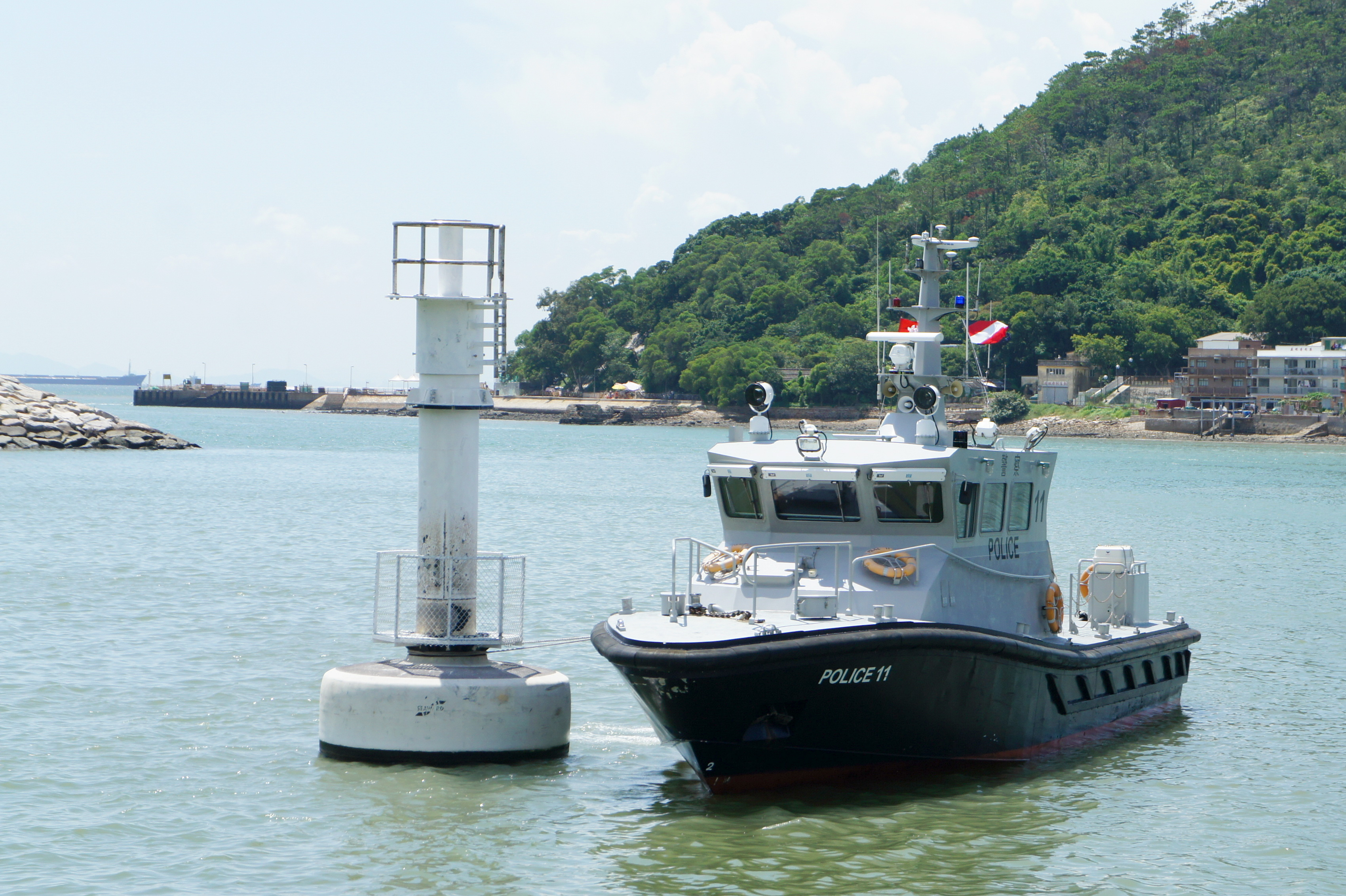
警輪11號
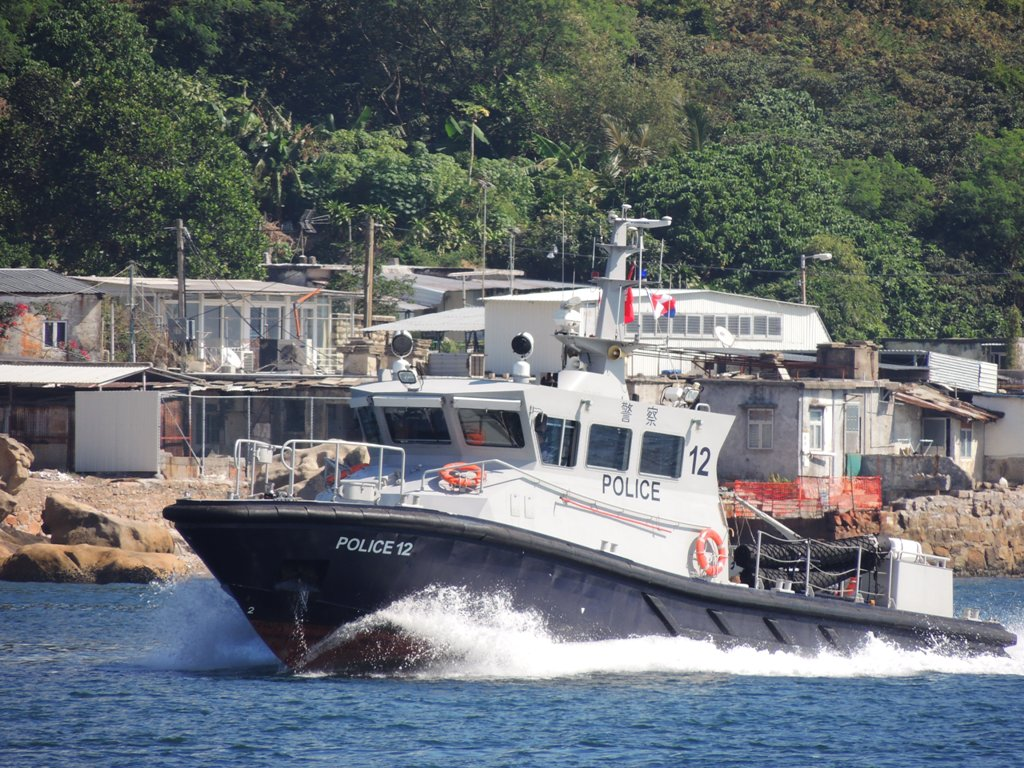
警輪12號
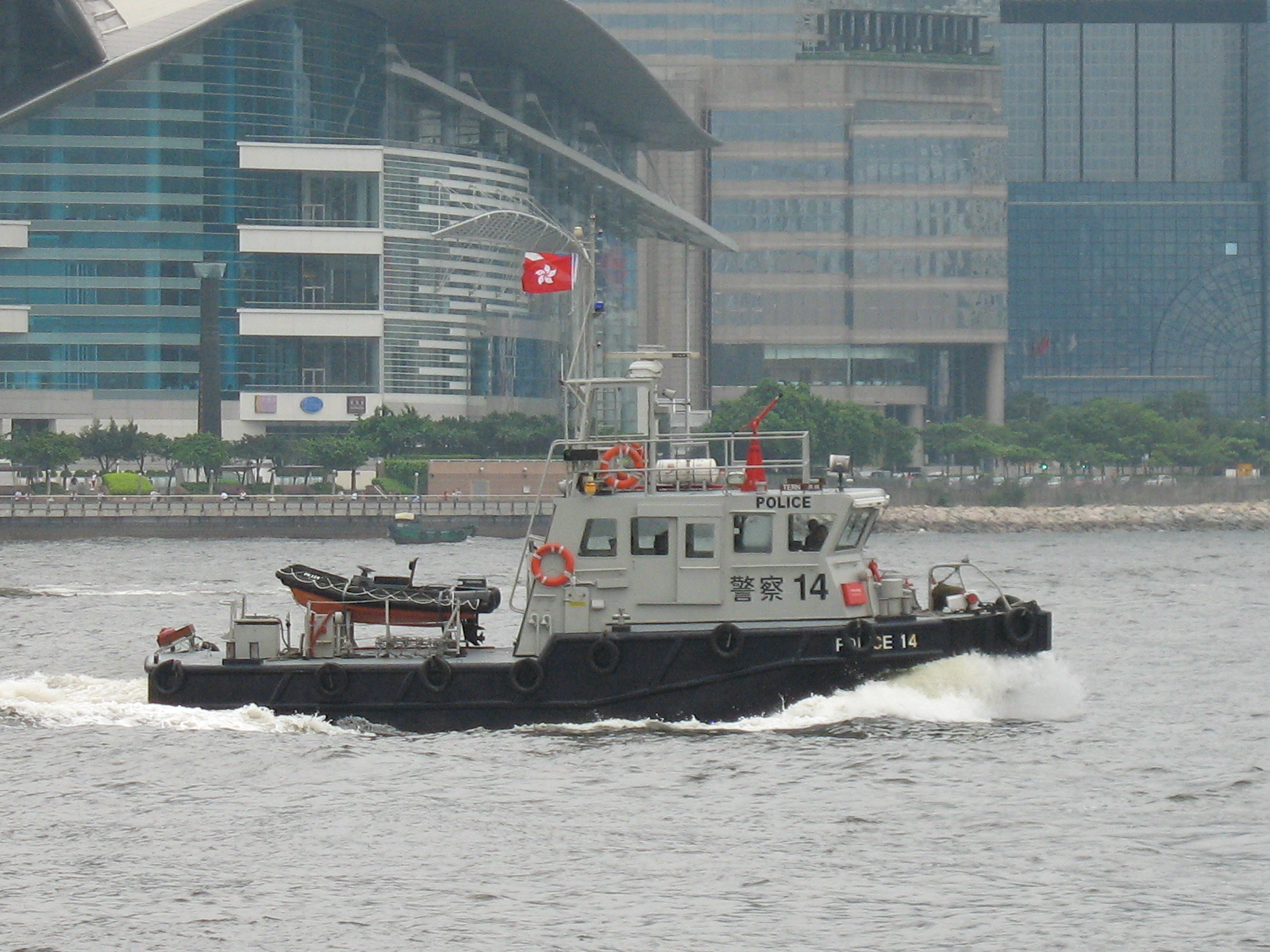
警輪14

## 分區巡邏警輪

### 現役
分區巡邏警輪（英文：Divisional Patrol Launch）為水師中的主要巡邏警輪，負責巡邏香港比較開放的水域，及提供額外的雷達覆蓋範圍，以彌補陸上雷達站未能夠覆蓋的水域。
- 達汶三型（英文：Damen Mark III），共15艘，其中13艘用作分區巡邏艇（英文：Divisional Patrol Launch），其餘兩艘用作海港指揮警輪（英文：Harbour Command Launch）。船身長27.8米，載員15名[21]。

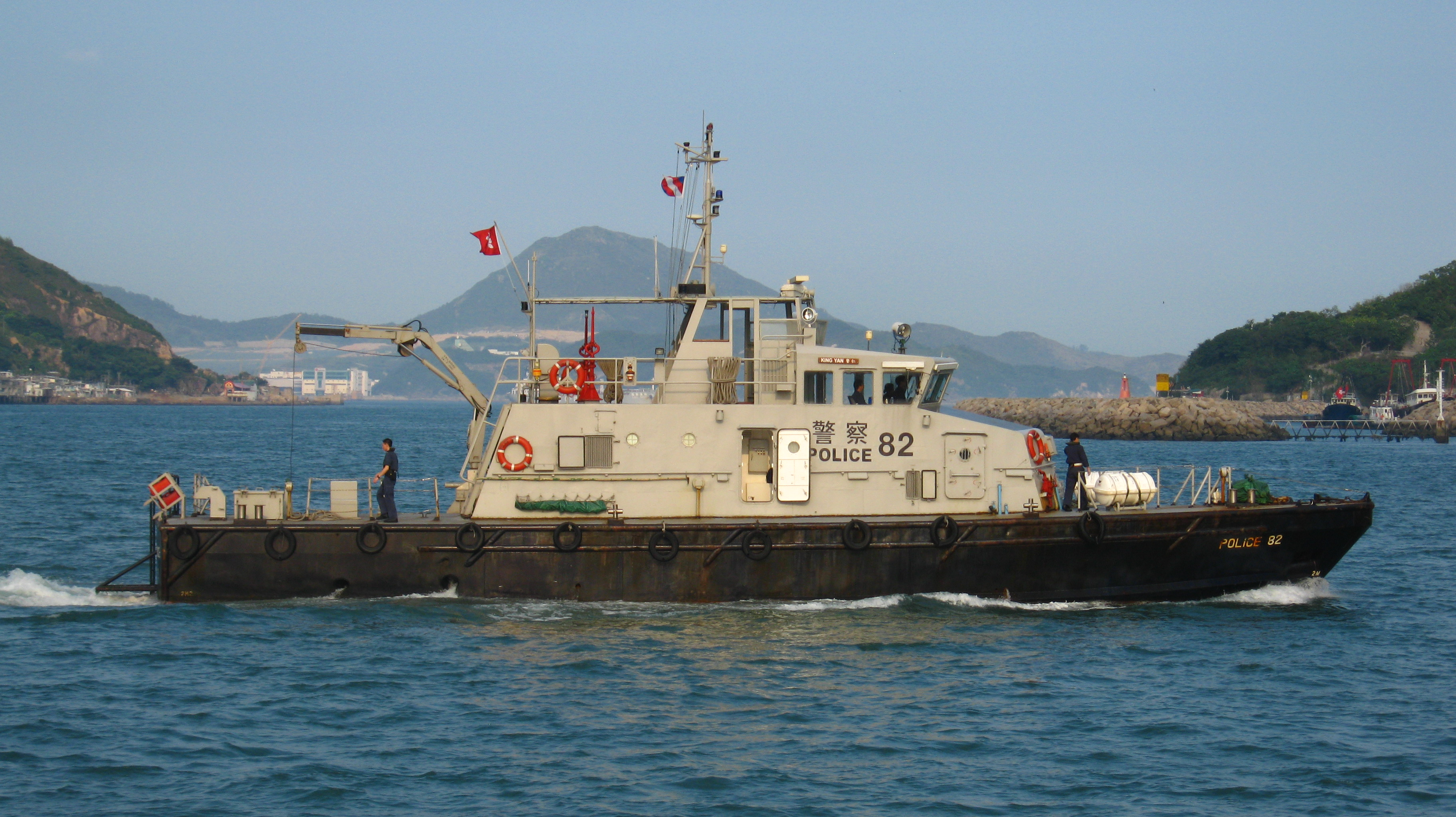
警輪82──警仁

- 警輪51至56，由特尼克斯防務於1991年至1993年建造，鋼製，設有行動指揮室，可以用作有限度的分區統籌。

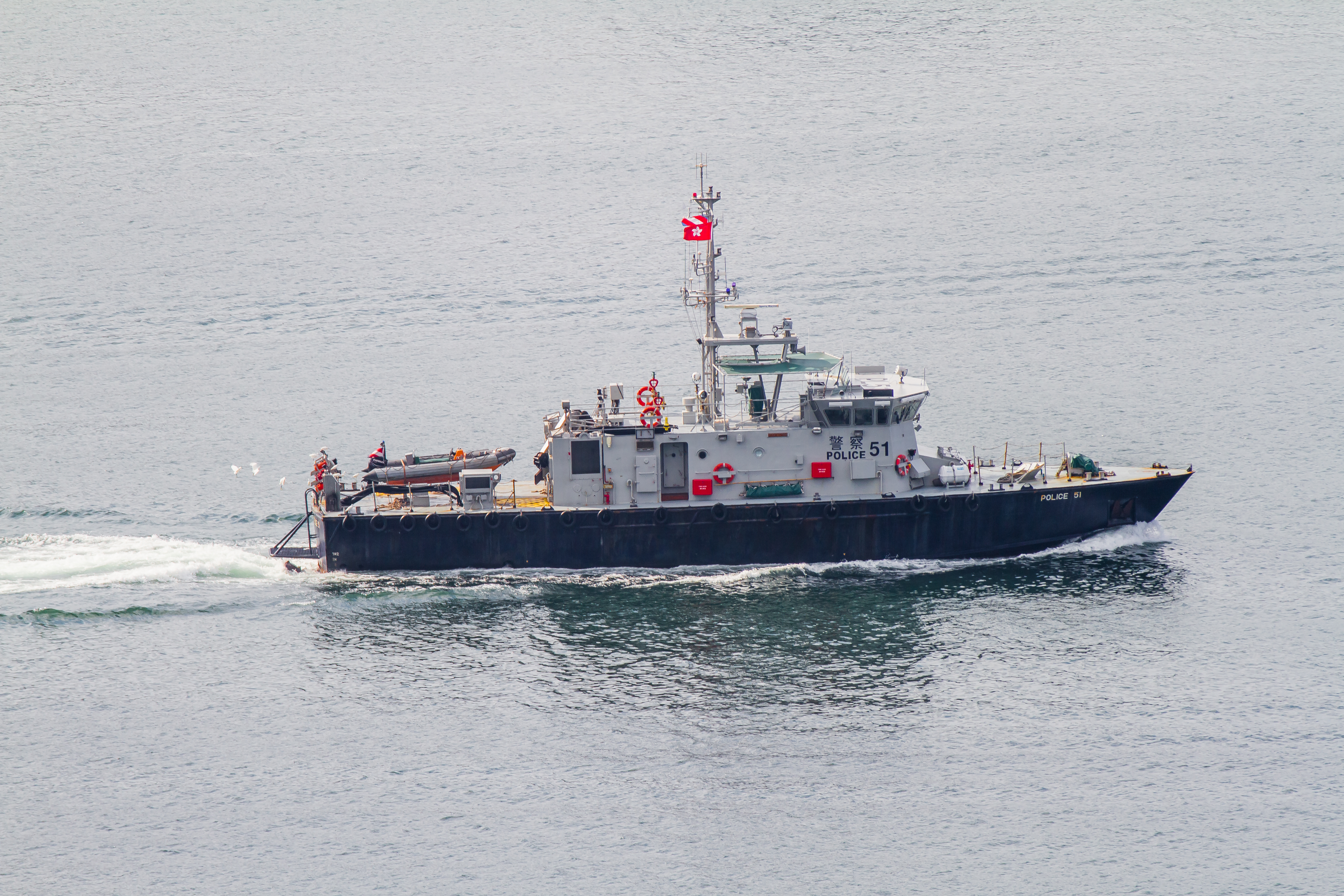
警輪51
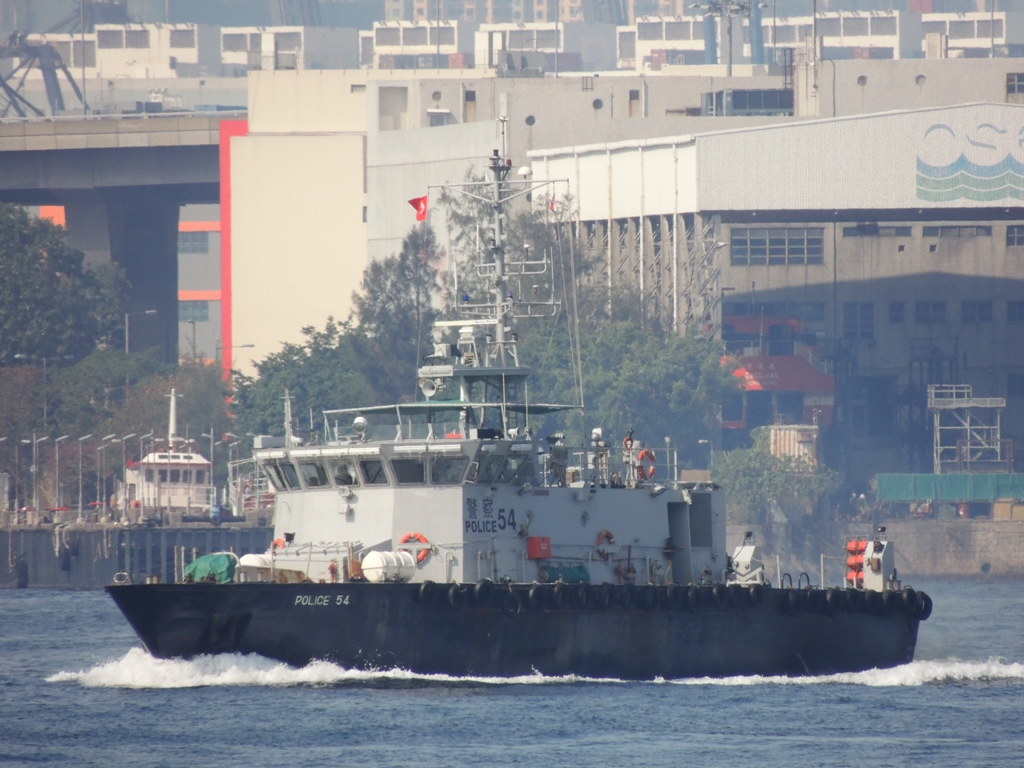
警輪54

- 健警（英语：Keka-class patrol boat）：（警輪60、61、62、63、64及65）船長30米，闊6.3米，以鋁合金製，載員13名；排水量110公噸，最高時速高達27海里，設置多種先進儀器，包括衛星導航系統、雷達、電子海圖和電子羅盤等等；此外，設有吊機，方便快速收放警艇。健警的特點是駕駛室為環視設計，充份擴充人員的視野以監測海面[22][23][24][25]。健警由香港財利船廠製造，於2002年10月月底至2005年6月13日陸續投入服務，用以取締達汶一型。

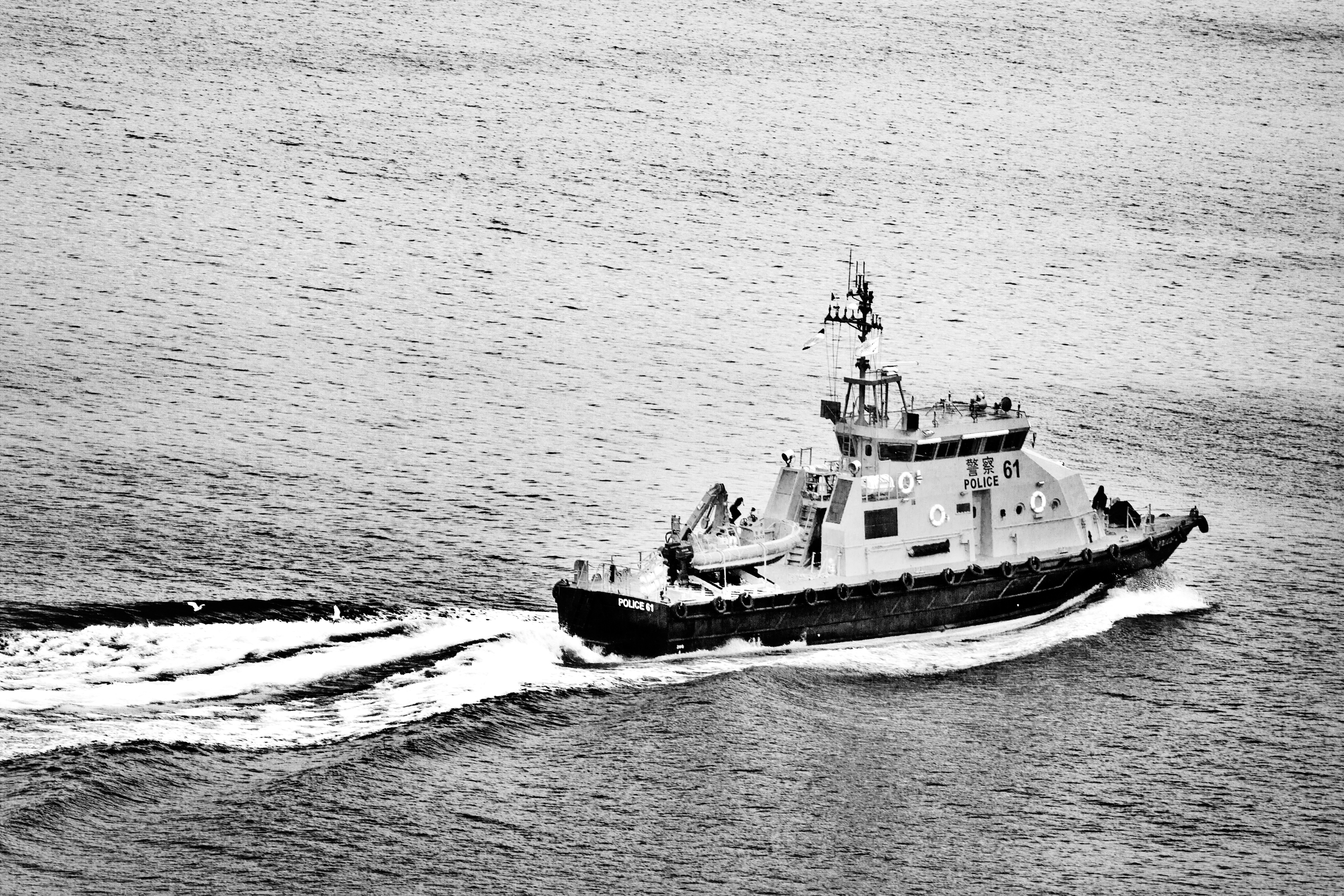
警輪61
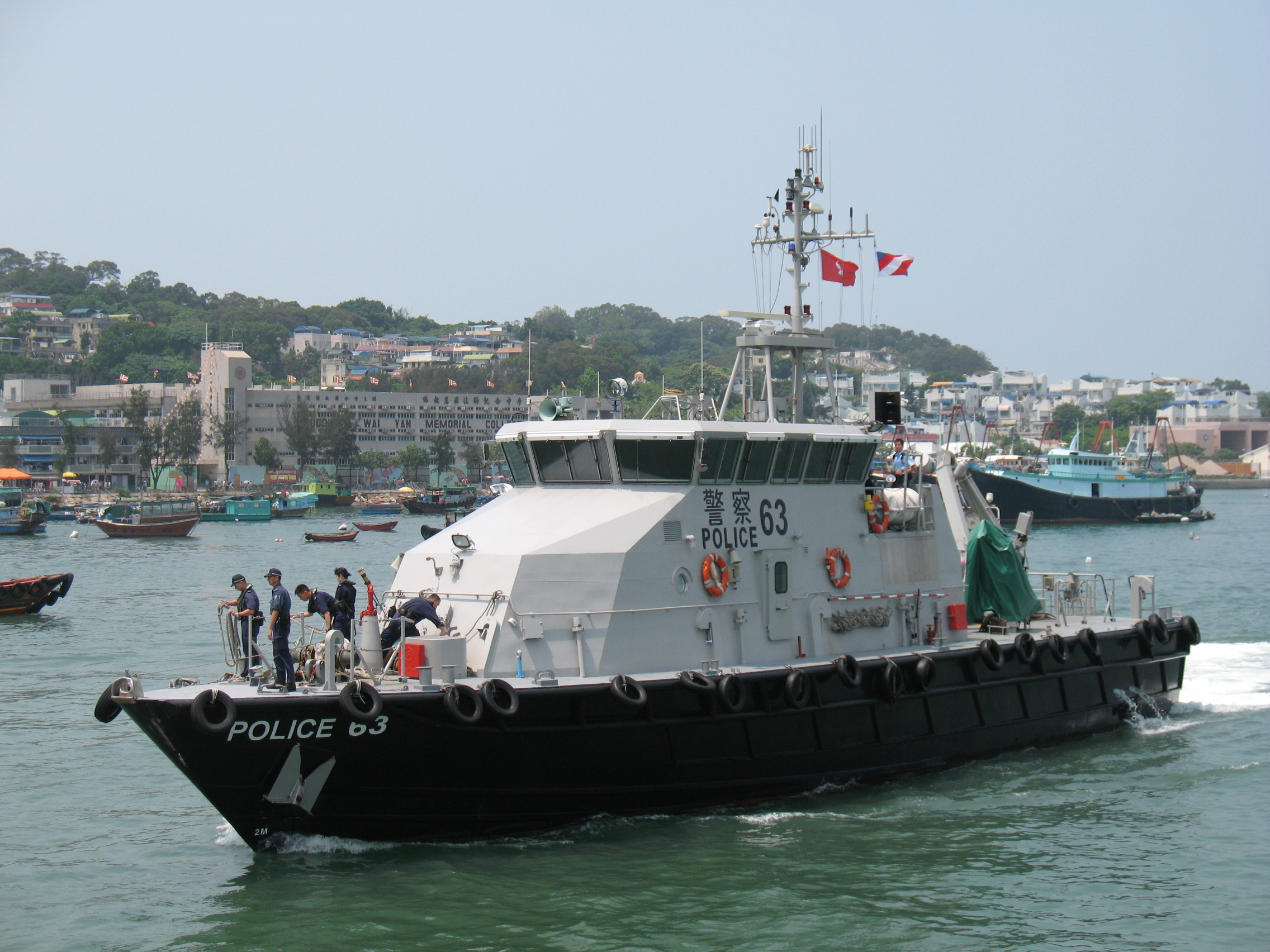
警輪63
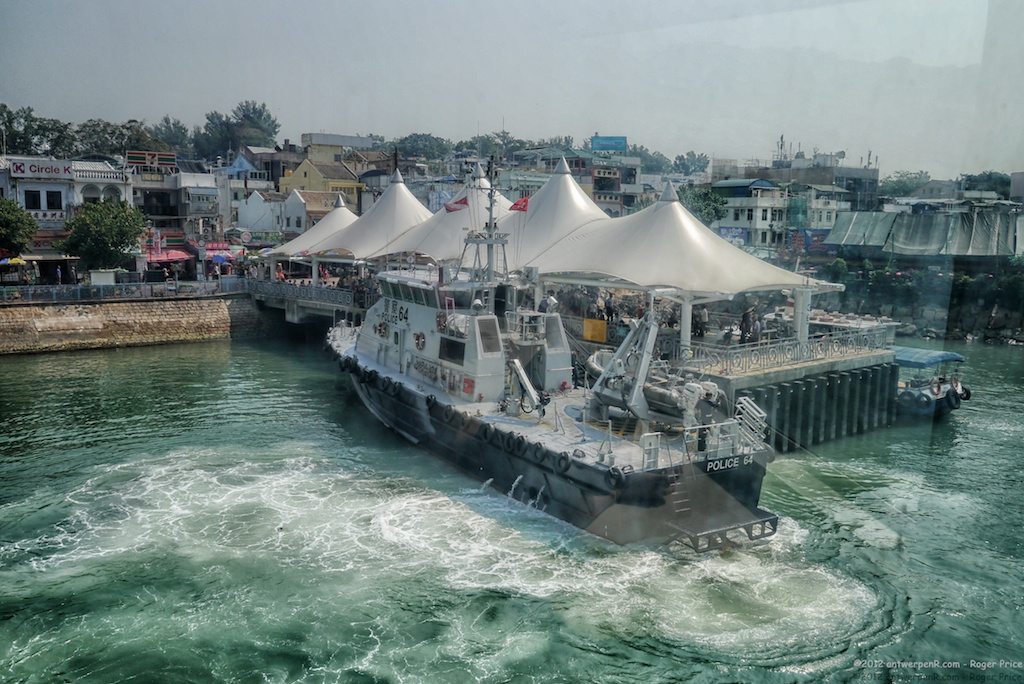
警輪64
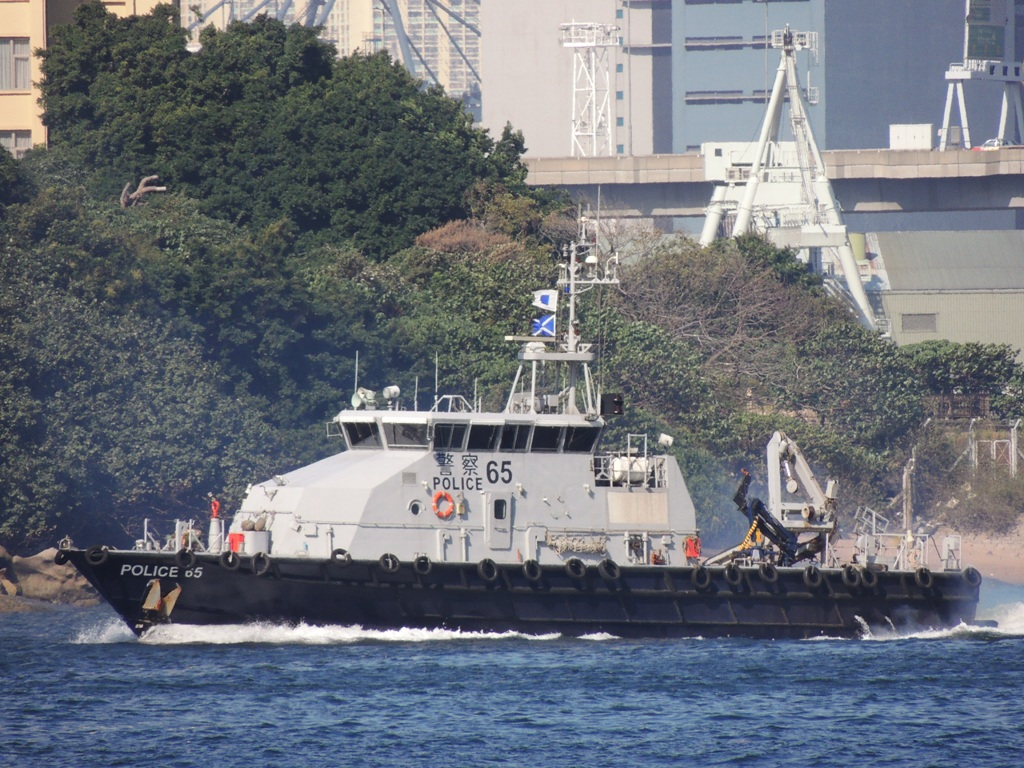
警輪65

### 退役
- 達汶一型（英文：Damen Mark I），最高時速高達24海里，最後兩艘──67號及68號，於2005年4月22日退役[26]。

- 達汶二型（英文：Damen Mark II），於1999年退役[27]。

## 多功能巡邏船
多功能巡邏船船長30至35米，以鋼鐵製，負責在指定巡邏區域巡邏，設置熱能顯像、夜視、雷達、通訊技術、消防及船隻管理系統等，並且配備兩艘小型支援船。多功能巡邏船可以幫助各分區調配船隻及監察，亦能夠夠初步處理船隻失火事故。由於其特別設計的船體形狀以及推進系統，即使遇上惡劣環境，亦能夠保持船隻穩定及運作，致使人員在無即時支援下仍然可以持續地執行一段比較長時間的行動。多功能巡邏船設置主動式船隻穩定裝置，因而能夠減少因為船體擺動而引致人員疲勞的情況，從而增加人員的行動時間。多功能巡邏船的駕駛台及行動指揮範圍均設置防彈裝置。多功能巡邏船投入服務後，將會取締警輪51號至56號。

## 近岸巡邏警輪
近岸巡邏警輪（英文：Inshore Patrol Launch）用作巡邏近岸，尤其是經過刊憲的泳灘、避風塘、海洋生物養殖區、船隻停泊處、屏蔽的錨泊點及其他擠塞的水面、離島及支援偏遠的水警總區轄屬地區。船長7.5米至8.1米，載員3名。近岸巡邏警輪可以獨立執行任務，亦可以在主要的警輪指揮下執行任務。

### 海濤型警輪
- 海濤型警輪雙體船（警輪22、24、26至29、31、46至49）船長9.9米，最高時速達25海里，載員4名，合共可以運載10名，共11艘，於1992年至1993年投入服務，用作近岸巡邏及支援分區巡邏警輪，設置雷達，能夠在夜間及能見度低的環境下操作[30]。此外，設有船長11.1米款式，載員4名，合共可以運載20名，共4艘，作為後勤用途，包括運送貴賓、押運囚犯及運輸貨物等。此款警輪設有雷達，能在夜間及能見度低的環境操作[31]。

- 雙體水翼船，以鋁合金製，最高時速達35海里，置熱能顯像、夜視、雷達、通訊技術及傷者處理設施，能夠執行災難應變、疏散及運送死傷任務，並且配備一艘充氣式小型支援船，能夠在淺水水域及海灘登岸。

## 分區快速巡邏艇
分區快速巡邏艇（英文：Divisional Fast Patrol Craft，縮寫为DFPC）船長約11米、闊2.5米、吃水0.6米，設有6座；由兩台275匹馬力的舷外機推動，排水量達4點8噸，船速可以高達50海里，配有先進儀器，包括差分全球定位儀、電子羅盤、電子海圖、探測器及雷達等等，澳洲製造，每艇價值逾兩百萬港元。於2008年開始分4批引進，共23艘，用以取代自1980年代初服役至今的港口巡邏艇等。

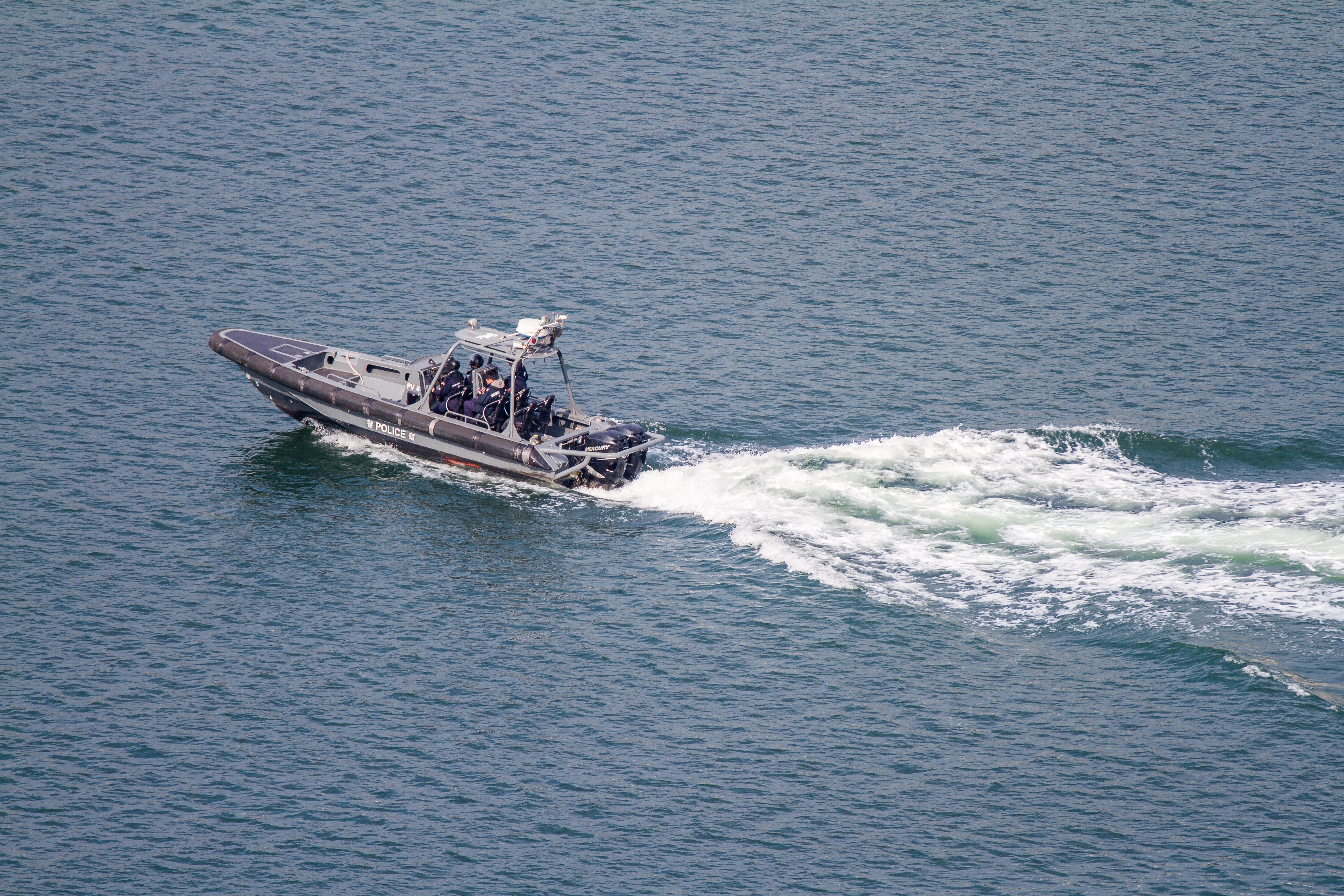
警艇8

## 快速追截艇

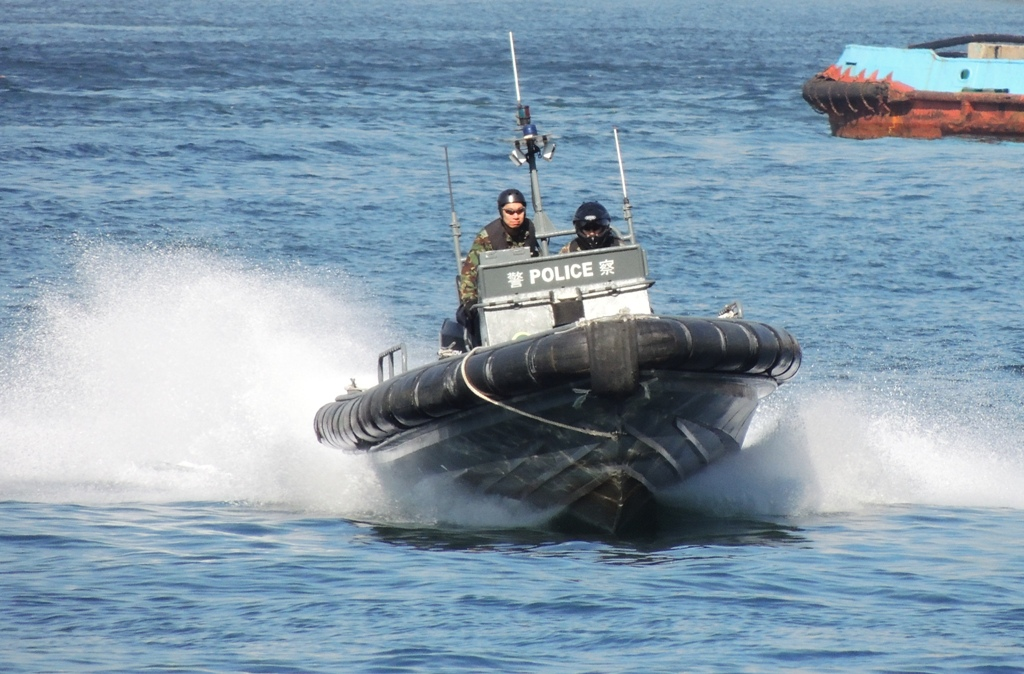
快速追截艇

## 圖集

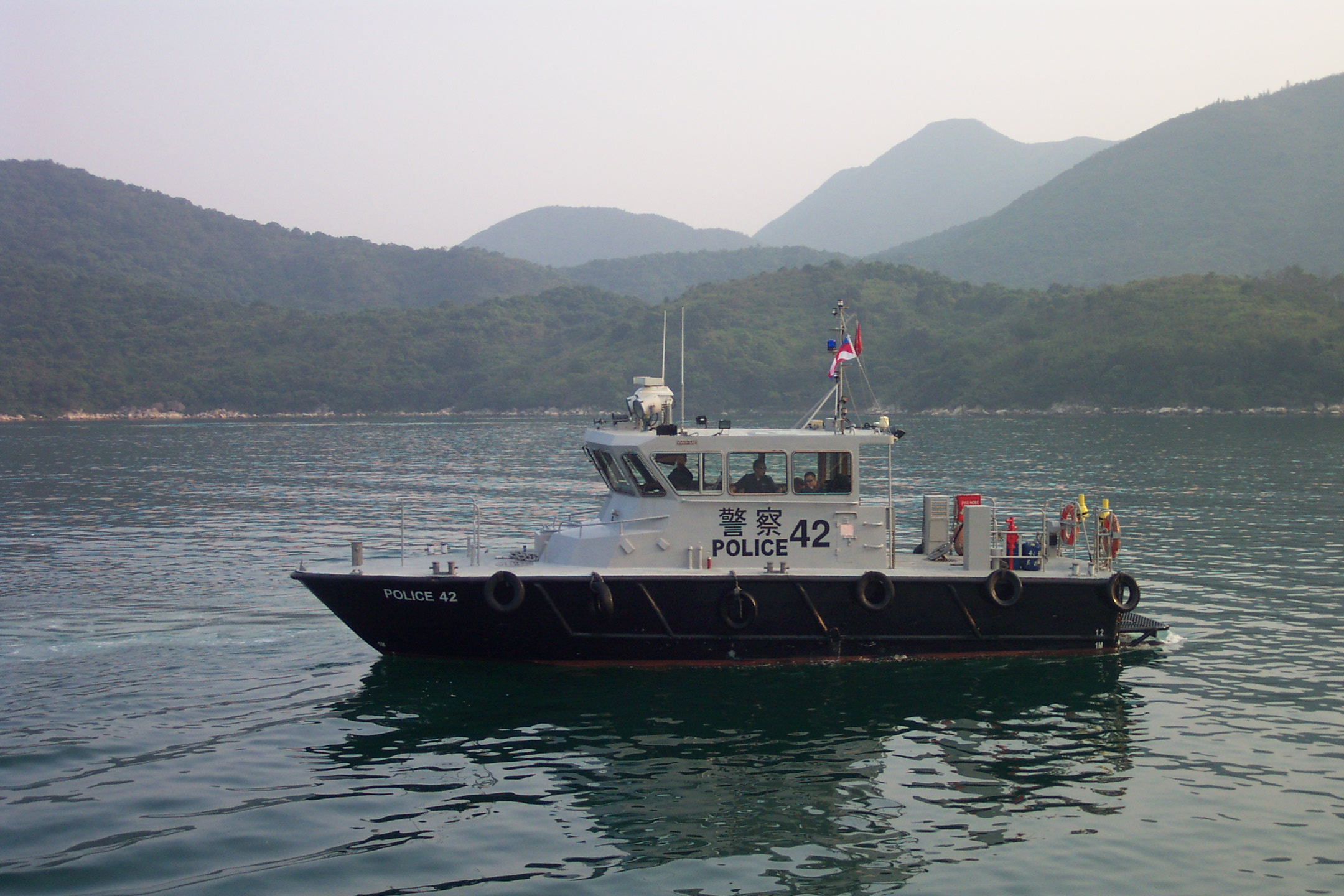
警輪42
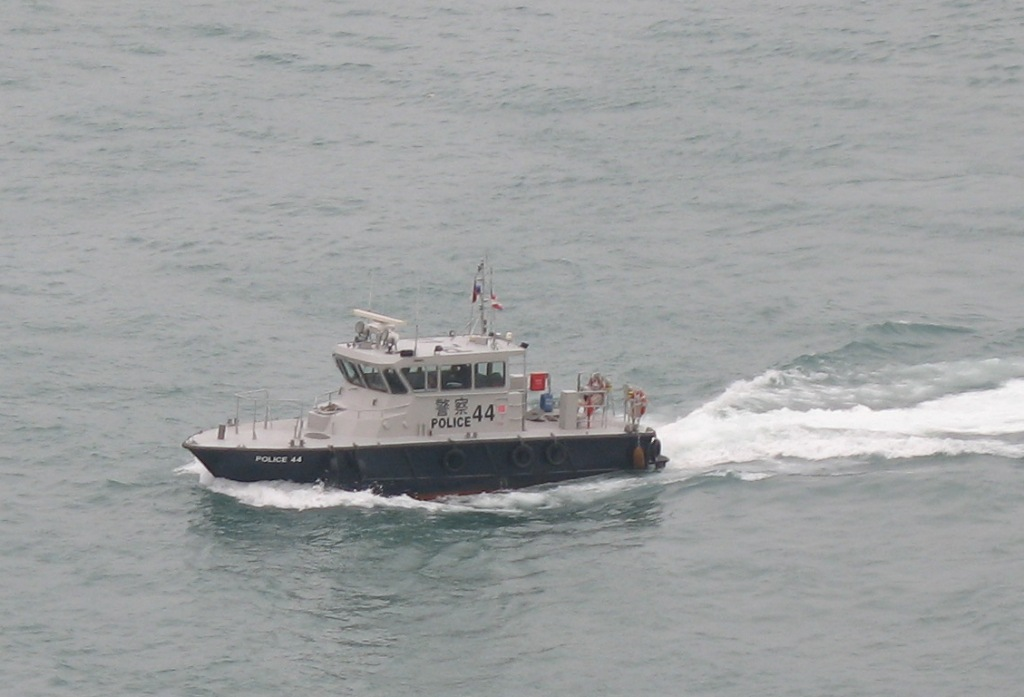
警輪44

## 流行文化
由舊大澳警署活化而成的大澳文物酒店的兩間套房，就以當年服役的警輪名稱為房間名稱。

## 外部連結

### 網頁
- 交通及運輸工具圖片

### 影片
《警訊》
- 警隊檔案之部門今昔──3號水警輪 （页面存档备份，存于）

其他
- 無線電視《星期二檔案》：告別警輪72號 （页面存档备份，存于）
- 無線電視《星期二檔案》：告別警輪72號